# Olaria Atlético Clube
L'Olaria Atlético Clube, noto anche semplicemente come Olaria, è una società calcistica brasiliana con sede nella città di Rio de Janeiro, capitale dell'omonimo stato di Rio de Janeiro.

## Storia
Il 1º luglio 1915, il club è stato fondato con il nome di Japonês Futebol Clube. Il club più tardi nello stesso anno cambiò nome in Olaria Atlético Clube, da Calorino Martins Arantes, un direttore del club, con l'obiettivo di attirare più tifosi.
Nel 1974, l'Olaria ha partecipato al Campeonato Brasileiro Série A, dove ha terminato al 28º posto.
Nel 1981, l'Olaria vinse il Campeonato Brasileiro Série C, all'epoca Taça de Bronze. In finale, il club sconfisse il Santo Amaro dello stato del Pernambuco. Nel 1983, il club vinse la seconda divisione del Campionato Carioca, ottenendo così la promozione nella massima divisione statale dell'anno successivo. Nel 1999, un'impresa denominata Sport News ha assunto la sezione di calcio del club per un breve periodo di tempo.
Nel 2000, l'Olaria fu inserito nel "Modulo Bianco" (equivalente della terza divisione nazionale) di quella stagione della Série A, chiamata Copa João Havelange. Il club fu eliminato al primo turno. Nel 2003, il club ha partecipato di nuovo al Campeonato Brasileiro Série C. L'Olaria fu eliminato alla terza fase da un altro club dello stato di Rio de Janeiro, il Cabofriense.

## Palmarès

### Competizioni nazionali
- Campeonato Brasileiro Série C: 1

1981

### Competizioni statali
- Campeonato Carioca Série A2: 4

1931, 1938, 1980, 1983
- Campeonato Carioca Série B1: 1

2021
- Torneio Início do Rio de Janeiro: 1

1960

### Competizioni giovanili
- Campionato Carioca Sub-20: 1

1933

### Altri piazzamenti
- Campionato Carioca:

Semifinalista: 2011